# Kanne

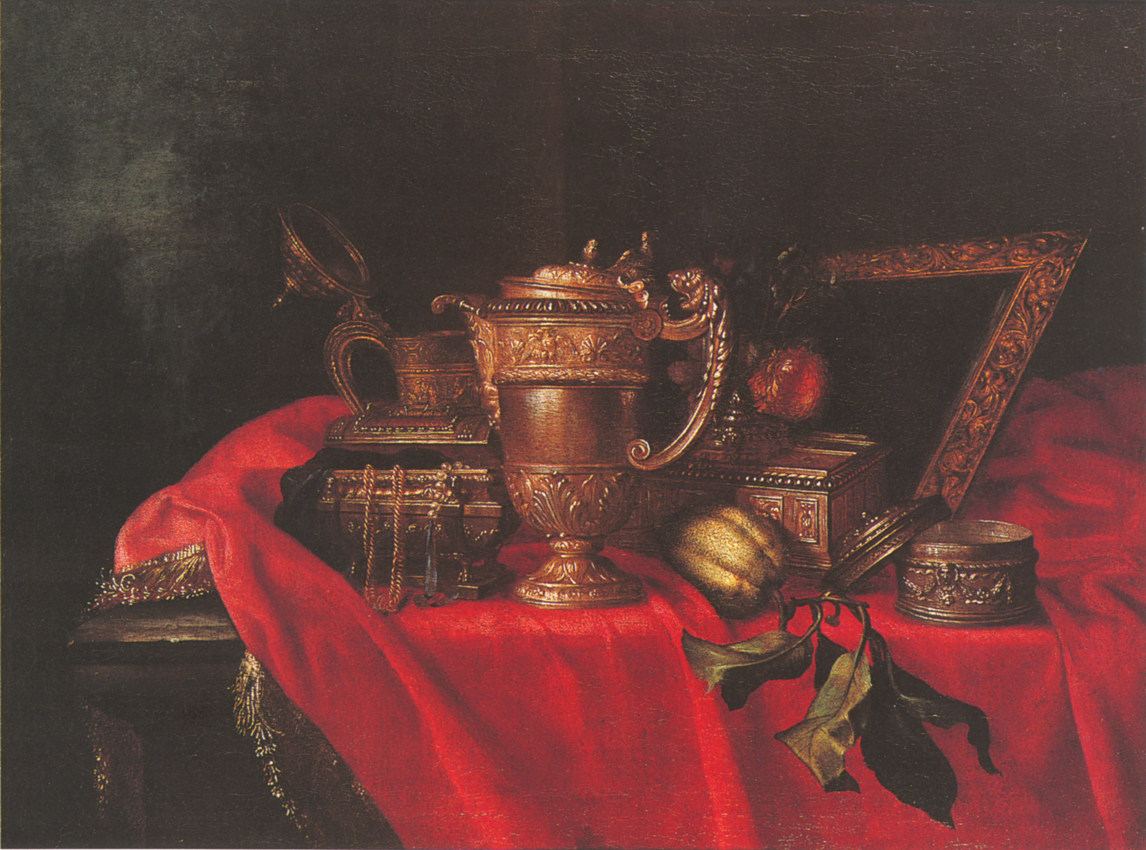
Conte Meiffren 1630–1705, Stillleben mit Kanne

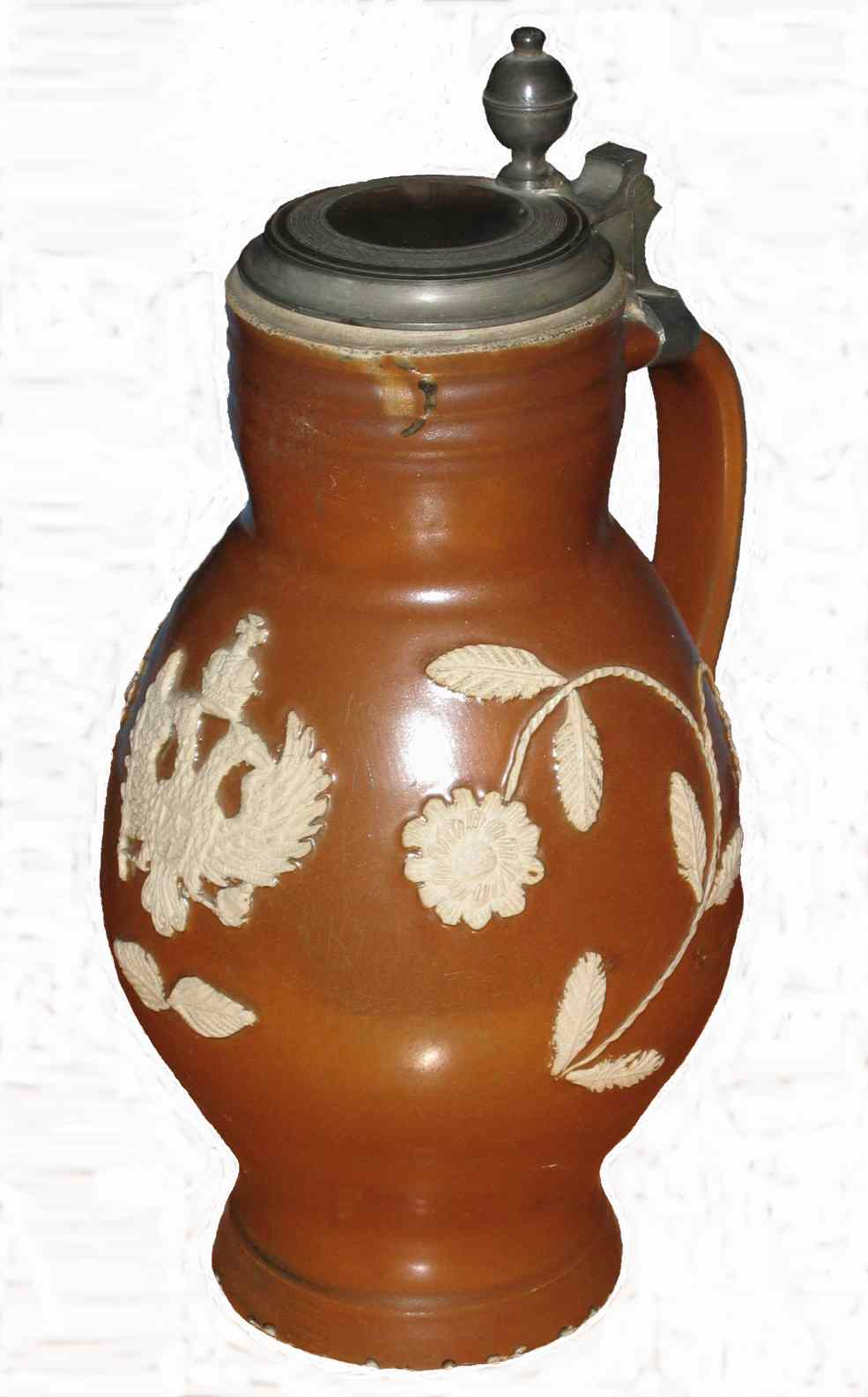
Deckelkanne mit Lehmglasur und Applikation

Eine Kanne (möglicherweise von lateinisch canna ‚Schilfrohr‘ abgeleitet) ist ein Gefäß für Flüssigkeiten, das mit einem Henkel und meist mit einer Tülle versehen ist, um die Flüssigkeit leicht ausgießen zu können.

## Allgemeines
Kannen bestehen aus festen, zur Herstellung formbaren, Materialien (Keramik, Glas, Metall, Kunststoff etc.). Sie werden zur Aufbewahrung und Darreichung, gewöhnlich von Getränken, verwendet. Oben befindet sich immer eine Öffnung zum Befüllen, die bei einigen Kannen mit einem Verschlussdeckel geschlossen ist. Kannen haben meistens einen Griff (Henkel, Stiel oder Bügel) sowie eine Vorrichtung zum gezielten Entleeren (Ausguss, Loch, Schnaupe, Tülle).
Der Begriff Kanne bezeichnet auch alte Flüssigkeitsmaße (in Bayern 1,07 Liter, in Thüringen, in Dresden 0,9355 Liter). Bis 1884 war 'Kanne' in Deutschland amtliche Nebenbezeichnung für Liter.

## Arten

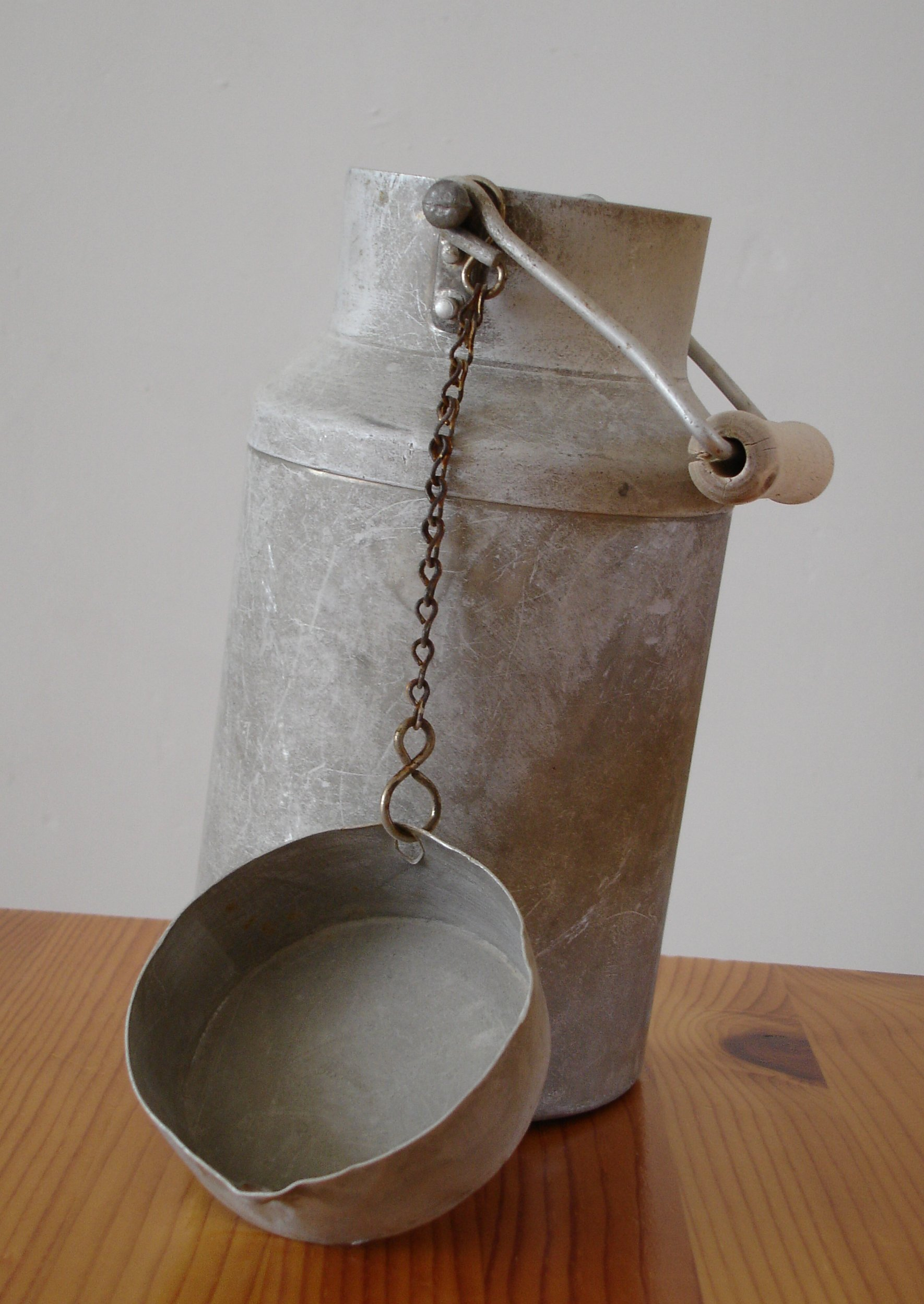
Typische Milchkanne

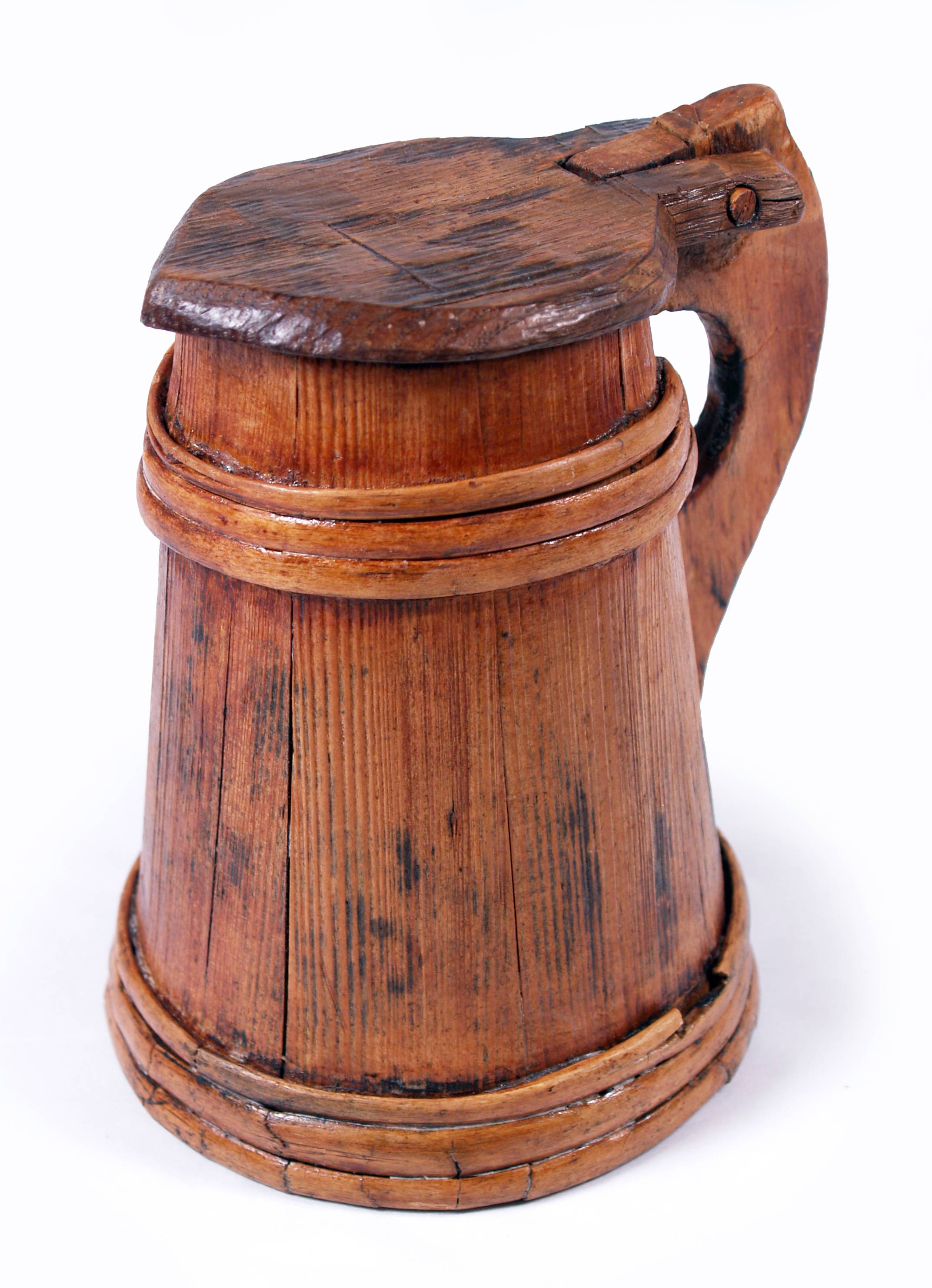
Daubenkanne mit Deckel aus dem 16. Jahrhundert

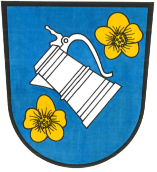
Redendes Wappen von Kannawurf

Nach Verwendung, Material oder besonderen Eigenschaften:
- Bembel
- Blechkanne
- Bierkanne
- Choenkännchen, Antike
- Espressokanne, Caffettiera, auf Kochherd, mit Steigrohr
- Gießkanne, Pflanzenwässerung
- Kaffeekanne für Getränke
- Kelly Kettle, irischer Wasserkocher in Kannenform
- Kranenkanne, historische Ständerkanne
- Milchkanne
- Ölkanne
- Teekanne für Getränke
- Schnabelkanne, archäologischer Fund
- Thermoskanne, Isolierkanne
- Weinkanne, Vasum Sacrum
- Taufkanne

## Redewendungen
- „Volle Kanne“ wird als Redewendung im Sinne von „mit maximaler Anstrengung“ oder „mit höchster Geschwindigkeit“ gebraucht.
- „Draußen nur Kännchen!“ – Stereotyp aus der Außengastronomie.
- Kanne ist eine umgangssprachliche Bezeichnung für das Saxophon.